# Сілезька мова
Сілезька мова, також силезька мова (ślůnsko godka) — одна зі слов'янських мов, якою розмовляє невелика група людей у Верхній Сілезії. Частина лінгвістів вважає сілезьку — окремою мовою, інша частина — діалектом польської. Окрім жителів Верхньої та Тешинської Сілезії мову також використовують іммігранти, переважно в Німеччині та США.
У Німеччині знана як Wasserpolnisch (польська вода, розбавлена польська мова, водяниста польська).

## Поширення
Носії силезької мови мешкають у регіоні Верхня Сілезія, що лежить між південно-західною Польщею та північно-східною Чехією. Силезьку мову широко вживають між кордоном історичної Силезії на сході та межею від Сичова до Прудника на заході, а також у районі містечка Равич. До 1945 року сілезькою мовою частково розмовляли в Нижній Сілезії, тоді як на той час більшість регіону послуговувалася нижньосілезьким діалектом німецької мови.
Згідно з офіційним переписом людності в Польщі (2011), 509 тисяч осіб назвали сілезьку своєю рідною мовою , близько 817 тисяч зарахували себе до сілезців за національністю (близько 300 тис. тільки сілезька національність, близько 450 тис. польсько-сілезька національність, решта переважно сілезько-німецька національність тощо). Проте, за деякими оцінками, загальна кількість мовців сілезької перевищує 2 млн.
Приблизно 100 тисяч носіїв силезької мови мешкає в Чехії, але ці сілезці зазвичай називають себе поляками за національністю. Відповідно до останнього перепису в Чехії лише 10 878 мешканців зазначили свою національність як сілезці.

## Абетка
Найпоширеніший варіант силезької абетки:
| a | b | c | ć | d | e | f | g | h | i | j | k | l | ł | m | n | ń | o | p | r | s | ś | t | u | ů | w | y | z | ź | ż |
| A | B | C | Ć | D | E | F | G | H | I | J | K | L | Ł | M | N | Ń | O | P | R | S | Ś | T | U | Ů | W | Y | Z | Ź | Ż |

Проте, ця абетка не внормована жодним офіційним органом, через що існують різноманітні варіації, наприклад, іноді вживається ú для /w/ (а ł там, де в польській мові це відповідає ł).

## Приклад
Отче наш сілезькою, польською і чеською мовами.
| Силезькою | Польською | Чеською |
| --- | --- | --- |
| Uojćec nasz, keryś je w ńebjy, bydź pośwjyncůne mjano Twojy. Przidź krůlestwo Twojy. Bydź wola Twoja, kjej we ńebje, tak tyż na źymjy. Chlyb nasz każdodźynny dej nům dźśoj. A uodpuść nům nasze winy, kjej my uodpuszczůmy naszym winńikům. A ńe wůdź nos na pokuszyńi, nale zbow nos uod złego. Amyn. | Ojcze nasz, któryś jest w niebie, święć się imię Twoje, przyjdź królestwo Twoje, bądź wola Twoja jako w niebie: tak i na ziemi. Chleba naszego powszedniego daj nam dzisiaj. I odpuść nam nasze winy, jak i my odpuszczamy naszym winowajcom. I nie wódź nas na pokuszenie, ale zbaw nas ode złego. Amen. | Otče náš, jenž jsi na nebesích, posvěť se jméno Tvé Přijď království Tvé. Buď vůle Tvá, jako v nebi, tak i na zemi. Chléb náš vezdejší dej nám dnes: A odpusť nám naše viny, jako i my odpouštíme naším viníkům: a neuveď nás v pokušení, ale zbav nás od zlého. Amyn. |

## Діалект або мова
Думки польських лінгвістів з приводу того, чи сілезька є окремою мовою, чи одним із діалектів польської, розбіглися. Питання є суперечливим, зважаючи на те, що частка сілезців у Польщі, які вважають себе окремим народом, зростає з кожним наступним переписом населення.
Якщо сілезьку розглядати як окрему мову, вона тісно пов'язана з польською та чеською мовами з деяким впливом німецької.
Сілезька мова зафіксована в нормі ISO 639-3, де Міжнародна організація зі стандартизації визначила їй код: "SZL" .

## Офіційний статус
Надати сілезькій мові статус регіональної Сейм Польщі намагався ще з 2007 року, протягом наступних 17 років було зареєстровано аж сім законопроєктів, які мали врегулювати законодавчий статус сілезької мови. Але вдалося це зробити аж наприкінці квітня 2024 року, коли парламент з восьмої спроби прийняв закон про надання сілезькій мові статус регіональної.  Такий самий статус має кашубська мова, але отримала вона його ще у 2005 році.